# Retour sur l'île mystérieuse 2
Retour sur l'île mystérieuse 2 est un jeu vidéo d'aventure en pointer-et-cliquer développé par Kheops Studio et édité par Microïds, sorti en 2009  sur Windows, Mac et iOS. Il fait suite à Retour sur l'île mystérieuse. Comme son prédécesseur, le jeu s'inspire de l'univers du roman L'Île mystérieuse de Jules Verne.

## Scénario
Le jeu commence là où s'achevait le premier épisode : Mina, naufragée sur l'île mystérieuse, est secourue par un hélicoptère. Cependant, l'hélicoptère s'écrase juste après son décollage à cause de l'éruption du volcan de l'île. Mina et son singe Jep doivent donc à nouveau trouver un moyen de s'échapper de l'île, tout en tentant de sauver la faune et la flore de l'île d'une contamination écologique,.

## Système de jeu
Le jeu reprend le principe du premier épisode : il s'agit d'un point and click où le joueur collecte des objets dans les décors pour les assembler ensuite dans son inventaire afin de résoudre les énigmes posées par le jeu. Quelques énigmes logiques sont également proposées au joueur.
La principale nouveauté de cet épisode réside dans la possibilité pour le joueur d'incarner séparément Mina et Jep. En effet, le singe a la possibilité d'interagir avec la faune de l'île et d'atteindre des endroits inaccessibles à Mina, alors que ou cette dernière est la seule à pouvoir combiner les objets de l'inventaire. Les deux personnages gardent cependant un inventaire partagé.
Le jeu possède également une dimension de jeu de survie. Mina et Jep devront être nourris et soignés pour pouvoir effectuer certaines actions. Leur santé est matérialisée par une barre à remplir sur l'interface du jeu.
Le jeu permet aussi la résolution de certaines énigmes grâce à une application compagnon sur iPhone. Cet aspect est néanmoins optionnel,.

## Accueil
Les critiques du jeu sont généralement moyennes.
Les critiques mettent en avant le manque de nouveauté de gameplay du jeu par rapport au premier épisode et aux autres jeux du même genre. Les mini-jeux ajoutés pour diversifier l'expérience sont considérés comme répétitifs et sans réel intérêt,,.
Les critiques se concentrent aussi sur l'aspect technique du jeu. Les graphismes sont considérés comme datés, conséquence de l'usage par Kheops d'un vieux moteur de jeu.